# 松岡きっこ
松岡 きっこ（まつおか きっこ、1947年〈昭和22年〉2月11日 - ）は、日本の女優、タレント、司会者。本名は岩谷 紀公子（いわたに きくこ）、旧姓は松岡。
東京都出身。池坊短期大学卒業。テアトル・ド・ポッシュ、ノンプロを経て、グッドフェローズに所属。
夫は俳優の谷隼人。3人姉弟の長女（妹1人、弟1人）。身長158cm。B85cm、W58cm、H87cm（1968年8月）（1969年7月）。

## 来歴・人物
兵庫県に生まれ、その後東京に移り、東京と神奈川県川崎市で育った。幼少の頃より劇団若草に在籍、子役として活躍。1958年、東映児童演技研修所に入所。風間杜夫や本間千代子らが同期。
1963年、和光学園高等部1年在学中に東映大作『武士道残酷物語』のさと役を探していた今井正監督に見出され初めて大役をつかんだ。さとの許婚、野田数馬役の山本圭も初の大役。その後『吸血髑髏船』やクレージーキャッツの映画などに出演。
男性誌のグラビアでは水着で巨乳を披露し、在日アメリカ軍向け新聞である星条旗新聞社発行の新聞に美貌の日本人女性として写真入りで紹介されたことがある。また1966年には、イギリス/アメリカ映画の『007は二度死ぬ』にも出演した。
レギュラー出演した『アイフル大作戦』と続編の『バーディー大作戦』では、それまでエキゾチックな美女を演じることが多かったのとは対照的にコミカルな演技を見せている。女優業の合間に『巨泉・前武ゲバゲバ90分!』『11PM』『スター家族スタジオ』や、司会者として『シャボン玉こんにちは』などのバラエティ番組にも出演してきた。1969年7月の新聞に松竹所属と記載されている。
1981年に、ドラマで共演していた谷隼人（当時は「岩谷隆広」に改名していた）と結婚。以後、女優業を休業するが、バラエティー・旅番組に「おしどり夫婦」として出演。全日本女子プロレス中継の解説では「女子プロレスの母」とも呼ばれていた。
広島東洋カープの大ファンとしても知られ、『11PM』の巨人・広島の録画中継の際には巨泉のフレーズをもじって「野球はカープ、司会はきっこ」で導入。1975年のカープ初優勝時には日本テレビなのに歴史上初めて他球団の優勝を祝う番組を作った。またしばしば広島を訪れ、広島テレビのカープ戦のゲストとして出演した。1981年秋頃には『独占!!スポーツ情報』内の芸能人模擬ドラフト会議企画にカープファンとして出演し、後に同球団へ入団する津田恒実（当時は本名の「津田恒美」）を抽選で引き当てたことがある。この時代、広島に縁のない著名芸能人でカープファンといえば、高橋慶彦と仲良しだった秋野暢子と松岡の二人ぐらいだった。
現在では通販番組に多数出演している。特技は日本舞踊、ゴルフ。

## 出演

### 映画
- 東京犯罪地図（1956年、大映）クレジットは松岡紀公子《きくこ》
- 美しい暦（1963年、日活）クレジットは松岡紀公子《きくこ》
- 武士道残酷物語 Bushido - Sie lieben und sie töten （1963年、東映） ※第13回ベルリン国際映画祭金熊賞受賞作品
- 007は二度死ぬ You Only Live Twice（1967年）
- いれずみ無残（1968年、松竹） - 笠井君子
- 産業スパイ（1968年、東映） - 三木陽子
- 黒蜥蜴 (1968年、松竹) - 岩瀬早苗・桜山葉子（二役）
- 新宿育ち （1968年、松竹）
- 命かれても (1968年、東映) - 下田幸子
- 吸血髑髏船 （1968年、松竹） - 冴子・依子（二役）
- 黒薔薇の館 （1968年、松竹） - 玲子
- 恋の季節（1969年、松竹）
- 眠狂四郎 卍斬り（1969年、大映)
- クレージーの大爆発 （1969年、東宝） - 毛利エリ子（X14号）
- 性犯罪法入門 （1969年、大映） - 秋子

### テレビドラマ
- 特別機動捜査隊（NET / 東映）
  - 第117話「蒼い十字路」（1964年）
  - 第279話「そこに私はいた」（1967年） - 澄子
- 鉄道公安36号（NET / 東映）
  - 第93話「遥かなるおもかげ」（1965年）
  - 第158話「刺青の少女」（1966年）
- ザ・ガードマン（TBS / 大映テレビ室）
  - 第148話「風と火の呪い」（1968年）
  - 第169話「結婚式大泥棒」（1968年）
  - 第184話「悪党コンビの狂ったバカンス」（1968年）
  - 第238話「女がライバルを殺す方法」（1969年）
  - 第258話「歌手は整形美容で殺される」（1970年）
  - 第275話「60才の花嫁・残酷物語」（1970年）
  - 第289話「蝶々の惚れた男で苦労する」（1970年）
  - 第295話「女の出世は結婚サ!」（1970年）
  - 第314話「女二人ヨーロッパ珍道中」（1971年）
  - 第318話「夫を盗まれた妻の復讐」（1971年）
  - 第331話「ドッキリ喜劇・ヌード売ります!」（1971年）
- ローンウルフ 一匹狼 第32話「殺意の夜景」（1968年5月21日、NTV / 東映）
- キイハンター（TBS / 東映）
  - 第9話「海に消えた女」（1968年6月1日）
  - 第28話「太陽に帰った殺し屋」（1968年10月12日）
  - 第42話「情無用の殺人旅行」（1969年1月18日）
  - 第88話「スパイ忠臣蔵・前編」（1969年12月6日） 〜 第89話「国際殺人銀行奇襲作戦」（1969年12月13日） - 大野クロエ
  - 第98話「金塊列車は地獄に停る」（1970年2月14日）
  - 第167話「ミイラと棲む女の館」（1971年6月12日） - 幸子ニベサ
  - 第197話「顔のない女の墓標」（1972年1月8日）
  - 第218話「ブラジル農協ギャング捕物帖」（1972年5月27日）
  - 第235話「脱獄囚バッド・ファーザー」（1972年9月30日） - 望月則子
- マイティジャック 第13話「怪飛行船作戦」（1968年、CX）- コンスタンチン
- プロファイター 第5話「かわいい非情な女」（1969年2月2日、NTV / 宝塚映画）
- 水戸黄門 第1部 第6話「暁を駆ける -藤枝宿-」（1969年9月8日、TBS / C.A.L） - 加世
- 江戸川乱歩シリーズ 明智小五郎 第3話「黄金仮面」(1970年4月18日、東京12チャンネル / 東映)
- オレンジの季節（1971年、CX） - 富士山きっこ
- シークレット部隊 第14話「スリラー・女の密室で何が起こったか」（1972年7月7日、TBS / 大映テレビ）
- 眠狂四郎 第3話「刃は時雨に濡れた」（1972年10月17日、KTV / 東映）
- 太陽にほえろ! 第9話「鬼刑事の子守歌」（1972年、NTV / 東宝） - 牧村紀子
- 伊豆の踊り子（1973年、KTV）
- アイフル大作戦（1973年 - 1974年、TBS / 東映） - 井口マリ
- バーディー大作戦（1974年 - 1975年、TBS / 東映） - 井口マリ

### バラエティ番組
- 巨泉・前武ゲバゲバ90分!（1969年 - 1971年） - レギュラー
- 11PM（1968年 - 1985年、日本テレビ） - カバーガール、ホステス
- シャボン玉こんにちは（1978年、TBS） - 2代目司会者
- スター家族スタジオ（フジテレビ） - レギュラー
- 痛快なりゆき番組 風雲!たけし城（TBS） - 第28回スペシャルに「愛情出演」として出演。
- 霊感ヤマカン第六感（朝日放送）
- 料理の学校（関西テレビ） - レギュラー
- ライオンのごきげんよう（1991年1月31日、フジテレビ）
- 激得! 谷隊長のお値打ち温泉宿徹底ガイド（2008年、旅チャンネル）
- 旅ちゃんガイド（2008年、旅チャンネル） - 第25話ゲスト出演
- ナニコレ珍百景（2009年、テレビ朝日）
- 土曜スペシャル 花めぐりの旅（2010年4月10日、テレビ東京）
- 私の何がイケないの?（TBS） - 準レギュラー
- クイズ!脳ベルSHOW（BSフジ） - 解答者

### ラジオ番組
- 歌謡大行進（1970年 - 1971年、文化放送） - 金曜パーソナリティー

### 吹き替え
- スターロスト宇宙船アーク　「宇宙人との出会い」（1975年、NHK） ー(イダナ<アレクサンドラ・バステドー>)

## CM
- 新潟県酒造組合（1970年代）
- 日本自然発酵（あもう酵素）